# Dioctria concoloris
Dioctria concoloris är en tvåvingeart som beskrevs av Esipenko 1971. Dioctria concoloris ingår i släktet Dioctria och familjen rovflugor. Inga underarter finns listade i Catalogue of Life.